# Buno
Buno es un sistema de lucha filipina como el Dumog. Hay varios estilos Buno, uno de los cuales es el Harimaw Buno. 
El Harimaw Buno, antes Harimaw Lumad (Rey de Lucha Tigre), es un estilo de Buno utilizado por los mangyans de Mindoro y los Aetas of Infanta, Quezon.
Aunque por lo general el Buno usa proyecciones de pie, agarres de control, manipulación de articulaciones, derribos de golpeo, y técnicas de lucha de suelo, el artista marcial también puede utilizar armas. Las armas que el practicante puede utilizar son cuchillos, lanzas, arco y flechas. Sin embargo, el arma principal utilizada es la “lubid” o soga de cuatro pies de largo.
Ya que este arte marcial fue desarrollado por las tribus indígenas filipinas, el Buno tiene una serie de métodos de entrenamiento poco ortodoxos. El entrenamiento utiliza entrenamiento en lodo, con canoas, con troncos, lucha Tamaraw y el trepar a los árboles.
El término "Buno" también se utiliza en  filipino  para describir a la gente que se mata una a otra, ya que significa "matar" o "tirar" en tagalo.